# Brigitte Latrille-Gaudin
Brigitte Latrille-Gaudin, född den 15 april 1957 i Bordeaux, Frankrike, är en fransk fäktare som tog OS-brons i damernas lagtävling i florett i samband med de olympiska fäktningstävlingarna 1984 i Los Angeles.